# Інститут океанографії та рибальства (Спліт)
Інститут океанографії та рибальства був заснований у Спліті (Хорватія) 1930 року, як перша національна науково-дослідна установа, що займається дослідженням моря. Інститут проводить дуже складні дослідження в галузі біологічної, хімічної і фізичної океанографії, седиментології, а також рибальства і марикультури. Будівля інституту розташована на березі моря біля мису на південно-західній стороні пагорба Мар'ян.

## Історія
Як перший директор Інституту був обраний норвезький інститутський професор доктор Яльмар Брох (Hjalmar Broch).
 Після Другої світової війни на чоло Інституту приходить доктор Тонко Шолян (Tonko Šoljan), чий мандат був відзначений великою і успішною діяльністю установи.
З початку 60-х років починається щомісячне вимірювання первинного виробництва (за C-14 методом) в прибережних і відкритих водах середньої Адріатики, які також стали першими дослідженнями такого роду в Адріатичному морі. На початку 70-х Інститут утворено філіал Біологічного інституту в Дубровнику у вигляді двох окремих лабораторій і таким чином він діяв до 2006 року, поки не був включений до Університету Дубровника.
На початку 90-х Інститут дуже активно бере участь в педагогічній діяльності, що в рамках Сплітського університету організовується Морський навчальний відділ, який стає першим і єдиним такого роду у Хорватії.